# ميناء وادي الجرف

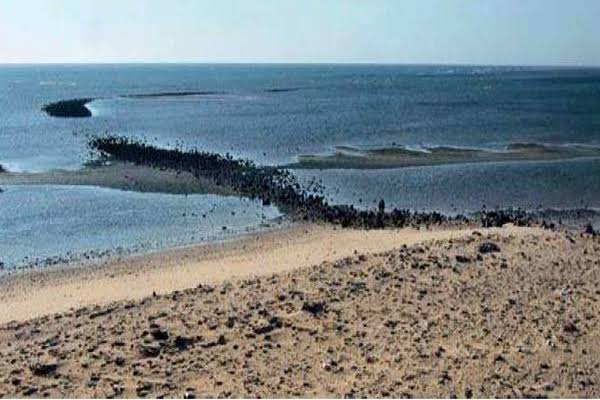
ميناء وادي الجرف

ميناء وادي الجرف هو أقدم ميناء في العالم يقع في وادي الجرف على ساحل البحر الأحمر في مصر يعود إلى حوالي 2600 عام قبل الميلاد، عهد الملك خوفو من الأسرة المصرية الرابعة، المملكة المصرية القديمة.

## اكتشاف
بين عامي 2011 و 2013، اكتشفت بعثة أثرية فرنسية مصرية برئاسة بيير تاليت، عالم المصريات بجامعة باريس، أقدم ميناء تم العثور عليه على الإطلاق على شاطئ البحر الأحمر في وادي الجرف 119 كم (74 ميل) جنوب السويس. يعود تاريخ الميناء إلى الأسرة المصرية الرابعة. اكتشف أيضًا في الموقع أكثر من 100 مرسى - أول مراسي من المملكة المصرية القديمة تم العثور عليها في سياقها الأصلي - والعديد من أواني التخزين. تم ربط الجرار مع تلك الموجودة في موقع آخر عبر البحر الأحمر، مما يشير إلى التجارة بين الموقعين. ومن بين المنتجات المتداولة النحاس والمعادن الأخرى من سيناء.

## وصف
يتكون الميناء البحري من بقايا منشآت مائية على شكل الحرف اللاتيني L بزاوية كروية قليلاً. واليوم يظهر جزء منه على رأس صخري صغير، ثم يمتد شرقاً إلى حوالي 160 م ثم يمتد بشكل غير منتظم إلى الجنوب الشرقي لحوالي 130 م. عرض هذا المبنى ما بين 8 م و 14 م ويترسب في ماء لا يتعدى العمق حاليا مترين. من المحتمل أن يكون هذا المبنى قد شيد ليكون بمثابة حاجز أمام الأمواج والتيارات الشمالية لتوفير مساحة مائية كبيرة حيث يمكن للسفن أن ترسو وتغادر بأمان. تقدر المساحة المائية التي يشغلها الحوض الداخلي للميناء القديم بما لا يقل عن 5.67 هكتار. تم تأكيد وظيفة الموقع كميناء بحري من خلال العثور على 21 مرسى من الحجر الجيري يعود تاريخها إلى الأسرة المصرية الرابعة، على بعد حوالي 120 مترًا من الشاطئ الحالي وحوالي 11 مترًا جنوب حاجز الأمواج. لاشك أن اكتشاف الميناء الذي يعود تاريخه إلى عهد الملك خوفو أشهر ملوك الأسرة الرابعة (حوالي 2600 قبل الميلاد) في موقع وادي الجرف هو من أشهر الأحداث العلمية الهامة في العصر الحديث؛ لأنه يحتوي على أقدم منشآت الميناء الصناعي المعروف حتى الآن في العالم، وهذا الميناء هو أن قدماء المصريين قد اختبروا إنشاء موانئ بحرية منذ الأسرة الرابعة على الأقل، وشكلوا شبكة بين ساحل البحر الأحمر وشبه جزيرة سيناء.
يتكون مجمع الميناء من حاجز الأمواج بطول 280 مترًا (920 قدمًا) أو رصيفًا صغيرًا من الحجر لا يزال مرئيًا عند انخفاض المد، وهو معلم ملاحي مصنوع من الحجارة المكدسة، غريب طوله 60 مترًا × مبنى بطول 30 مترًا (200 قدمًا × 98 قدمًا) غير معروف مقسم إلى 13 غرفة طويلة، وسلسلة من 25 إلى 30 صالة تخزين منحوتة في نتوءات من الحجر الجيري.المبنى غير المعروف هو أكبر مبنى مصري قديم تم اكتشافه على طول البحر الأحمر الساحل حتى الآن يتراوح طول صالات التخزين بين 16 و 34 مترًا (52 و 112 قدمًا)، وعادة ما يكون عرضها 3 أمتار (9.8 قدمًا) وارتفاعها 2.5 مترًا (8.2 قدمًا).
داخل صالات العرض، اكتشف الفريق الأثري العديد من شظايا القوارب والشراع، وبعض المجاديف، والعديد من قطع الحبال القديمة. وعثر على 25 مرساة حجرية تحت الماء، وعثر على 99 مرسى في مبنى تخزين ظاهر. اكتشاف المراسي في سياقها الأصلي هو الأول من نوعه في علم آثار الدولة القديمة. تحمل العديد من المراسي كتابات هيروغليفية مصرية، من المحتمل أن تمثل أسماء القارب التي أتوا منها.
"كان من المقرر أن يكون الميناء نقطة انطلاق للرحلات من البر الرئيسي المصري إلى عمليات التعدين في جنوب سيناء. ويتوقع تاليت أن الميناء ربما تم استخدامه أيضًا لإطلاق رحلات إلى" أرض بونت الغامضة"، الشريك التجاري المعروف لمصر القديمة. يعتقد علماء الآثار الذين قاموا بالتنقيب في الموقع أن المرفأ يعود إلى عهد الوصلة الخارجية للملك خوفو (2589-2566 قبل الميلاد)، والذي نُقِش اسمه على بعض كتل الحجر الجيري الثقيلة في الموقع، وهذا يعني أن الميناء يسبق ثاني أقدم هيكل ميناء معروف منذ أكثر من 1000 عام. هناك بعض الأدلة الأثرية على الاستخدام خلال الجزء الأول من الأسرة المصرية الخامسة، وبعد ذلك من المحتمل أن الميناء قد تم التخلي عنه.